# Never, Neverland
Never, Neverland je v pořadí druhé studiové album kanadské thrash metalové kapely Annihilator. Bylo vydáno v roce 1990 pod značkou Roadrunner Records.
Album bylo znovuvydáno dvakrát. Poprvé v roce 1998, kdy se na něm objevily navíc tři bonusové písně. Podruhé bylo znovuvydáno 9. září 2003 jako součást dvoudiskové kompilace společně s albem Alice in Hell. Album pravděpodobně není pojmenováno podle pasáže z písně Enter Sandman od Metallicy.

## Seznam písní
- 1. „The Fun Palace“ - 5:51
- 2. „Road to Ruin“ - 3:42
- 3. „Sixes and Seven“ - 5:20
- 4. „Stonewall“ - 4:50
- 5. „Never, Neverland“ - 5:29
- 6. „Imperiled Eyes“ - 5:27
- 7. „Kraf Dinner“ - 2:41
- 8. „Phantasmagoria“ - 3:59
- 9. „Reduced to Ash“ - 3:09
- 10. „I Am in Command“ - 3:34
- 11. „Kraf Dinner“ - 2:31 *
- 12. „Mayhem“ - 2:54 *
- 13. „Freed from the Pit“ - 3:45 *

Písně označené * jsou součástí prvního znovuvydaného alba Never, Neverland. Autorem všech písní je kytarista skupiny Jeff Waters.